# Park Lane TV
Park Lane TV was een Nederlands tv-productiebedrijf van Beau van Erven Dorens en Willem Brom. Het werd opgericht medio 2003 en was gevestigd in Amsterdam. Dit bedrijf produceerde onder andere het programma The Phone. In Nederland zijn drie seizoenen van het programma uitgezonden, door de AVRO (2 seizoenen) en RTL 5. Ook internationaal werd The Phone groots omarmd. In een megadeal met FremantleMedia werden op de internationale tv-beurs MIPTV in Cannes opties gesloten voor 53 landen.